# Contea di Ningdu
La contea di Ningdu (宁都县S, Níngdū XiànP) è una contea della Cina, situata nella provincia di Jiangxi e amministrata dalla prefettura di Ganzhou.